# Biarmosuchus tener
Biarmosuchus tener è un tetrapode fossile, vissuto circa 255 milioni di anni fa, nel Permiano medio. I suoi resti sono stati rinvenuti in Russia.
Questo animale può essere considerato il più primitivo rappresentante dei terapsidi, ovvero quei vertebrati che diedero origine ai mammiferi. Il cranio, pur anticipando quello delle forme successive, possedeva alcune caratteristiche primitive: la finestra temporale dietro il cranio, un'apertura che serviva ad ancorare i muscoli delle mascelle, era piuttosto piccola. Ciò significa che il biarmosuco non era ancora dotato di un morso potente come i terapsidi suoi discendenti. In ogni caso, il biarmosuco presentava già una dentatura ben differenziata, caratteristica che si riscontra anche nei mammiferi: possedeva otto piccoli incisivi, due lunghi canini e una serie di denti aguzzi ma più corti. L'orbita era molto grande, e forse questo animale era notturno. 

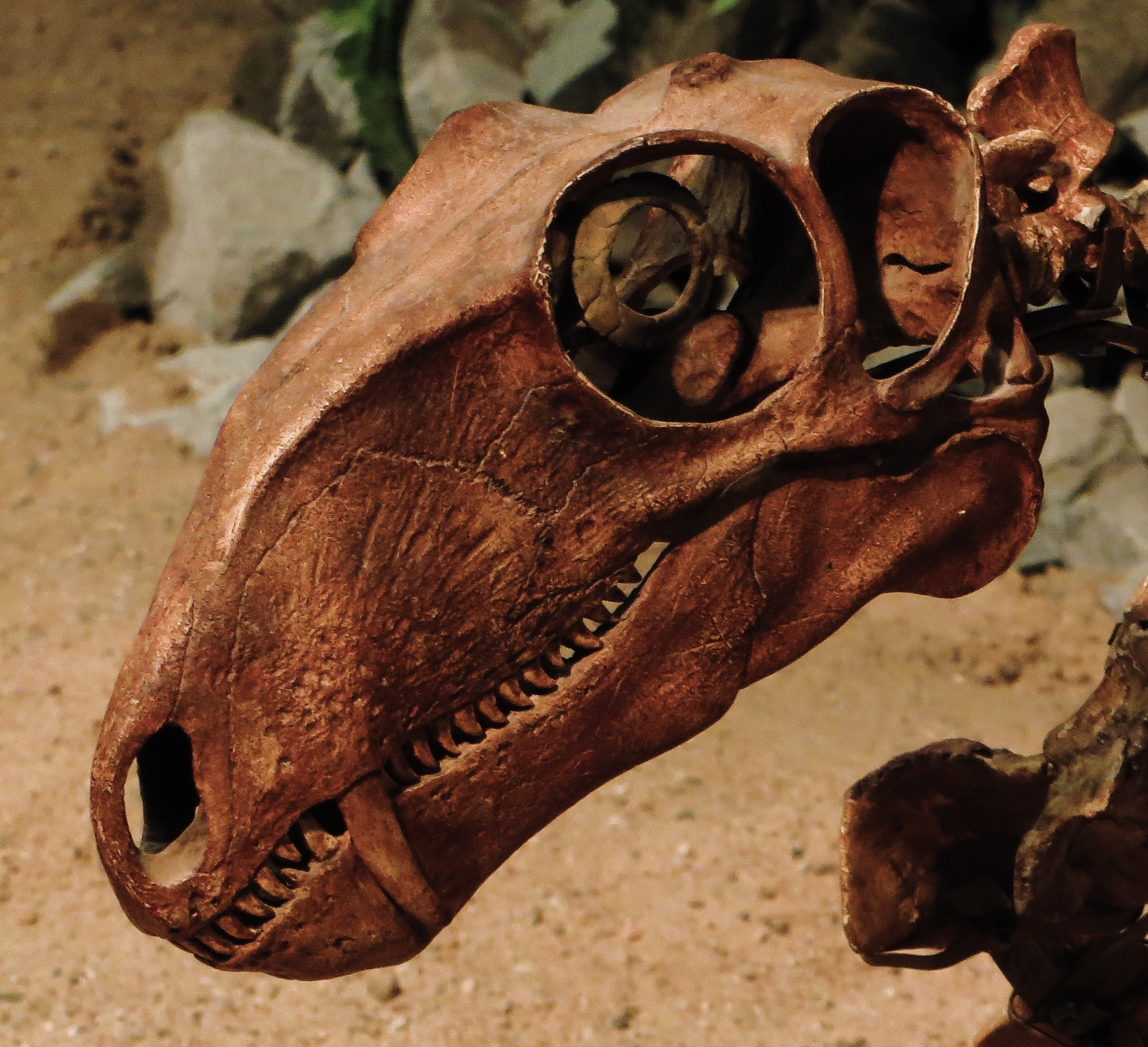
Cranio di Biarmosuchus tener

Lungo circa un metro e mezzo, il biarmosuco doveva essere un predatore di piccole prede, ma nello stesso ambiente vivevano giganti come Eotitanosuchus ed Estemmenosuchus.